# Unesco
La Organización de las Naciones Unidas para la Educación, la Ciencia y la Cultura (en inglés, United Nations Educational, Scientific and Cultural Organization), conocida abreviadamente como Unesco, es un organismo especializado de las Naciones Unidas. Se fundó el 16 de noviembre de 1945 con el objetivo de contribuir a la paz y a la seguridad en el mundo mediante la educación, la ciencia, la cultura y las comunicaciones. La UNESCO fue concebida para promover la paz y la solidaridad intelectual entre las naciones tras la Segunda Guerra Mundial. Francia y el Reino Unido fueron los impulsores clave. La constitución buscaba prevenir conflictos futuros mediante la cooperación en educación, ciencia y cultura. La constitución firmada ese día entró en vigor el 4 de noviembre de 1946, ratificada por veinte países. En 1958, se inauguró su sede principal, en el distrito VII de París. Su directora general es Audrey Azoulay. En 2017 contaba con 195 Estados miembros y 10 miembros asociados.

## Objetivos
Se dedica a orientar a los pueblos en una gestión más eficaz de su propio desarrollo, a través de los recursos naturales y los valores culturales, y con la finalidad de modernizar y hacer progresar a las naciones del mundo, sin que por ello se pierdan la identidad y la diversidad cultural. Detalla cómo la organización se desarrolló con el objetivo de fomentar la colaboración internacional en educación y cultura. Resalta que las primeras actividades se centraron en la reconstrucción de sistemas educativos dañados por la guerra y la promoción de valores universales de paz y derechos humanos.La Unesco tiene una vocación pacifista y universalista, y entre varias cosas se orienta muy particularmente a apoyar la alfabetización. Esta organización proporciona definiciones genéricas sobre alfabetización y estrategias de alfabetización, y realiza sugerencias sobre la creación de entornos apropiados para la tarea alfabetizadora. 
En la educación, este organismo asigna prioridad al logro de la educación elemental adaptada a las necesidades actuales. Colabora con la formación de docentes y alienta la construcción de escuelas y la dotación de equipo necesario para su funcionamiento.
Las actividades culturales buscan salvaguardar el patrimonio cultural mediante el estímulo de la creatividad, y la preservación de las entidades culturales y tradiciones orales, así como la promoción de los libros y de la lectura. En materia de información la Unesco promociona la libre circulación de ideas por medios audiovisuales, fomenta la libertad de prensa y la independencia, el pluralismo y la diversidad de los medios de información, vía el Programa Internacional para la Promoción de la Comunicación.

## Historia

### Fundación y primeros años
La Unesco tiene sus raíces en 1942, durante la Segunda Guerra Mundial, cuando los países Aliados se empezaron a preparar para restablecer sus sistemas educativos en cuanto terminara la guerra. En la Conferencia de Ministros Aliados de Educación (Conference of Allied Ministers of Education, CAME), convocada por miembros de 21 Clubes Rotarios del mundo, y celebrada en el Reino Unido, se iniciaron las conversaciones entre países europeos.

Primera conferencia general de la Unesco en 1946, París.

Como resultado, se preparó una conferencia de las Naciones Unidas para temas de educación y cultura del 1 al 16 de noviembre de 1945. Cuarenta y cuatro países se reunieron, de los cuales treinta y siete decidieron fundar Unesco. La constitución de Unesco se firmó el 16 de noviembre, y veinte estados la ratificaban un año después, el 4 de noviembre de 1946 (Arabia Saudita, Australia, Brasil, Canadá, Checoslovaquia (República Checa y Eslovaquia), China, Dinamarca, Egipto, Estados Unidos de América, Francia, Grecia, India, Líbano, México, Noruega, Nueva Zelanda, República Dominicana, Reino Unido, Sudáfrica y Turquía). Pocos días después dio inicio la primera Conferencia General de la Unesco, en París. La conferencia para la creación de la UNESCO se celebró del 1 al 16 de noviembre de 1945 en Londres, donde 44 países participaron y 37 firmaron la constitución el 16 de noviembre de 1945. Posteriormente, la constitución entró en vigor el 4 de noviembre de 1946, después de la ratificación por 20 estados miembros, incluyendo México, Francia y Estados Unidos. La primera Conferencia General de la UNESCO tuvo lugar en París poco después 
Lista por orden alfabético de los 20 estados fundadores. La constitución de la Unesco entró en vigor en 1946, y fue ratificada por estos 20 estados:
| - Arabia Saudí - Australia - Brasil - Canadá - Checoslovaquia | - China - Dinamarca - Egipto - Estados Unidos - Francia | - Grecia - India - Líbano - México - Noruega | - Nueva Zelanda - República Dominicana - Reino Unido - Sudáfrica - Turquía |

Según se fueron normalizando las relaciones internacionales rotas por la Segunda Guerra Mundial, más países se incorporaron a Unesco: así, Japón y la República Federal Alemana entraron en 1951, Francia y España en 1953, la URSS en 1956 y los países africanos surgidos en la descolonización de África durante los años sesenta.
En 1957, por primera vez un país miembro abandonó Unesco: el Gobierno de Sudáfrica alegaba «interferencias» de Unesco en sus «problemas raciales».
| Estado                          | Fecha                    |
| ------------------------------- | ------------------------ |
| Afganistán                      | 4 de mayo de 1948        |
| Albania                         | 16 de octubre de 1958    |
| Argelia                         | 15 de octubre de 1962    |
| Andorra                         | 20 de octubre de 1993    |
| Angola                          | 11 de marzo de 1977      |
| Antillas Neerlandesas           | 15 de julio de 1982      |
| Argentina                       | 15 de septiembre de 1948 |
| Armenia                         | 9 de junio de 1992       |
| Australia                       | 4 de noviembre de 1946   |
| Austria                         | 13 de agosto de 1948     |
| Azerbaiyán                      | 3 de junio de 1992       |
| Bahamas                         | 23 de abril de 1981      |
| Baréin                          | 18 de enero de 1972      |
| Bangladés                       | 27 de octubre de 1972    |
| Barbados                        | 24 de octubre de 1968    |
| Bielorrusia                     | 12 de mayo de 1954       |
| Bélgica                         | 29 de noviembre de 1946  |
| Belice                          | 10 de mayo de 1982       |
| Benín                           | 18 de octubre de 1960    |
| Bután                           | 13 de abril de 1982      |
| Bolivia                         | 13 de noviembre de 1946  |
| Bosnia y Herzegovina            | 2 de junio de 1993       |
| Botsuana                        | 16 de enero de 1980      |
| Brasil                          | 4 de noviembre de 1946   |
| Brunéi                          | 17 de marzo de 2005      |
| Bulgaria                        | 17 de mayo de 1956       |
| Burkina Faso                    | 14 de noviembre de 1960  |
| Burundi                         | 16 de noviembre de 1962  |
| Camboya                         | 3 de julio de 1951       |
| Camerún                         | 11 de noviembre de 1960  |
| Canadá                          | 4 de noviembre de 1946   |
| Cabo Verde                      | 15 de febrero de 1978    |
| República Centroafricana        | 11 de noviembre de 1960  |
| Chad                            | 19 de diciembre de 1960  |
| Chile                           | 7 de julio de 1953       |
| China                           | 4 de noviembre de 1946   |
| Colombia                        | 31 de octubre de 1947    |
| Comoras                         | 22 de marzo de 1977      |
| República del Congo             | 24 de octubre de 1960    |
| Islas Cook                      | 25 de octubre de 1989    |
| Costa Rica                      | 19 de mayo de 1950       |
| Costa de Marfil                 | 27 de octubre de 1960    |
| Croacia                         | 1 de junio de 1992       |
| Cuba                            | 29 de agosto de 1947     |
| Chipre                          | 6 de febrero de 1961     |
| República Checa                 | 22 de febrero de 1993    |
| Corea del Norte                 | 18 de octubre de 1974    |
| República Democrática del Congo | 25 de noviembre de 1960  |
| Dinamarca                       | 4 de noviembre de 1946   |
| Yibuti                          | 31 de agosto de 1989     |
| Dominica                        | 9 de enero de 1979       |
| República Dominicana            | 4 de noviembre de 1946   |
| Ecuador                         | 22 de enero de 1947      |
| Egipto                          | 4 de noviembre de 1946   |
| El Salvador                     | 28 de abril de 1948      |
| Guinea Ecuatorial               | 29 de noviembre de 1979  |
| Eritrea                         | 2 de septiembre de 1993  |
| Estonia                         | 14 de octubre de 1991    |
| Etiopía                         | 1 de julio de 1955       |
| Fiyi                            | 14 de julio de 1983      |
| Finlandia                       | 10 de octubre de 1956    |
| Francia                         | 4 de noviembre de 1946   |
| Gabón                           | 16 de noviembre de 1960  |
| Gambia                          | 1 de agosto de 1973      |
| Georgia                         | 7 de octubre de 1992     |
| Alemania                        | 11 de julio de 1951      |
| Ghana                           | 11 de abril de 1958      |
| Grecia                          | 4 de noviembre de 1946   |
| Granada                         | 17 de febrero de 1975    |
| Guatemala                       | 2 de enero de 1950       |
| Guinea                          | 2 de febrero de 1960     |
| Guinea-Bisáu                    | 1 de noviembre de 1974   |
| Guyana                          | 21 de marzo de 1967      |
| Haití                           | 18 de noviembre de 1946  |
| Honduras                        | 16 de diciembre de 1947  |
| Hungría                         | 14 de septiembre de 1948 |
| Islandia                        | 8 de junio de 1964       |
| India                           | 4 de noviembre de 1946   |
| Indonesia                       | 27 de mayo de 1950       |
| Irán                            | 6 de septiembre de 1948  |
| Irak                            | 21 de octubre de 1948    |
| Irlanda                         | 3 de octubre de 1961     |
| Israel                          | 16 de septiembre de 1949 |
| Italia                          | 27 de enero de 1948      |
| Jamaica                         | 7 de noviembre de 1962   |
| Japón                           | 2 de julio de 1951       |
| Jordania                        | 14 de junio de 1950      |
| Kazajistán                      | 22 de mayo de 1992       |
| Kenia                           | 7 de abril de 1964       |
| Kiribati                        | 24 de octubre de 1989    |
| Kuwait                          | 18 de noviembre de 1960  |
| Kirguistán                      | 2 de junio de 1992       |
| Laos                            | 9 de julio de 1951       |
| Letonia                         | 14 de octubre de 1991    |
| Líbano                          | 4 de noviembre de 1946   |
| Lesoto                          | 29 de septiembre de 1967 |
| Liberia                         | 6 de marzo de 1947       |
| Libia                           | 27 de junio de 1953      |
| Lituania                        | 7 de octubre de 1991     |
| Luxemburgo                      | 27 de octubre de 1947    |
| Madagascar                      | 10 de noviembre de 1960  |
| Malaui                          | 27 de octubre de 1964    |
| Malasia                         | 16 de junio de 1958      |
| Maldivas                        | 18 de julio de 1980      |
| Mali                            | 7 de noviembre de 1960   |
| Malta                           | 10 de febrero de 1965    |
| Islas Marshall                  | 30 de junio de 1995      |
| Mauritania                      | 10 de enero de 1962      |
| Mauricio                        | 25 de octubre de 1968    |
| México                          | 4 de noviembre de 1946   |
| Micronesia                      | 19 de octubre de 1999    |
| Mónaco                          | 6 de julio de 1949       |
| Mongolia                        | 1 de noviembre de 1962   |
| Marruecos                       | 7 de noviembre de 1956   |
| Montenegro                      | 1 de marzo de 2007       |
| Mozambique                      | 11 de octubre de 1976    |
| Birmania                        | 27 de junio de 1949      |
| Namibia                         | 2 de noviembre de 1978   |
| Nauru                           | 17 de octubre de 1996    |
| Nepal                           | 1 de mayo de 1953        |
| Países Bajos                    | 1 de enero de 1947       |
| Nueva Zelanda                   | 4 de noviembre de 1946   |
| Nicaragua                       | 22 de febrero de 1952    |
| Níger                           | 10 de noviembre de 1960  |
| Nigeria                         | 14 de noviembre de 1960  |
| Niue                            | 26 de octubre de 1993    |
| Noruega                         | 4 de noviembre de 1946   |
| Omán                            | 10 de febrero de 1972    |
| Palestina                       | 23 de noviembre de 2011  |
| Pakistán                        | 14 de septiembre de 1949 |
| Palaos                          | 20 de septiembre de 1999 |
| Panamá                          | 10 de enero de 1950      |
| Papúa Nueva Guinea              | 4 de octubre de 1976     |
| Paraguay                        | 20 de junio de 1955      |
| Perú                            | 21 de noviembre de 1946  |
| Filipinas                       | 21 de noviembre de 1946  |
| Polonia                         | 6 de noviembre de 1946   |
| Portugal                        | 11 de septiembre de 1974 |
| Catar                           | 27 de enero de 1972      |
| Corea del Sur                   | 14 de junio de 1950      |
| Macedonia del Norte             | 28 de junio de 1993      |
| Moldavia                        | 27 de mayo de 1992       |
| Rumania                         | 27 de julio de 1956      |
| Rusia                           | 21 de abril de 1954      |
| Ruanda                          | 7 de noviembre de 1962   |
| San Cristóbal y Nieves          | 26 de octubre de 1983    |
| Santa Lucía                     | 6 de marzo de 1980       |
| San Vicente y las Granadinas    | 14 de enero de 1983      |
| Samoa                           | 3 de abril de 1981       |
| San Marino                      | 12 de noviembre de 1974  |
| Santo Tomé y Príncipe           | 22 de enero de 1980      |
| Arabia Saudita                  | 4 de noviembre de 1946   |
| Senegal                         | 10 de noviembre de 1960  |
| Serbia                          | 20 de diciembre de 2000  |
| Seychelles                      | 18 d'octubre de 1976     |
| Sierra Leona                    | 28 de marzo de 1962      |
| Singapur                        | 8 de octubre de 2007     |
| Eslovaquia                      | 9 de febrero de 1993     |
| El Salvador                     | 27 de mayo de 1992       |
| Islas Salomón                   | 7 de septiembre de 1993  |
| Somalia                         | 15 de noviembre de 1960  |
| Sudáfrica                       | 12 de diciembre de 1994  |
| Sudán del Sur                   | 27 de octubre de 2011    |
| España                          | 30 de enero de 1953      |
| Sri Lanka                       | 14 de noviembre de 1949  |
| Sudán                           | 26 de noviembre de 1956  |
| Surinam                         | 16 de julio de 1976      |
| Suazilandia                     | 25 de enero de 1978      |
| Suecia                          | 23 de enero de 1950      |
| Suiza                           | 28 de enero de 1949      |
| Siria                           | 16 de noviembre de 1946  |
| Tayikistán                      | 6 de abril de 1993       |
| Tailandia                       | 1 de enero de 1949       |
| Timor Oriental                  | 5 de junio de 2003       |
| Togo                            | 17 de noviembre de 1960  |
| Tonga                           | 29 de septiembre de 1980 |
| Trinidad y Tobago               | 2 de noviembre de 1962   |
| Túnez                           | 8 de noviembre de 1956   |
| Turquía                         | 4 de noviembre de 1946   |
| Turkmenistán                    | 17 de agosto de 1993     |
| Tuvalu                          | 21 de octubre de 1991    |
| Uganda                          | 9 de noviembre de 1962   |
| Ucrania                         | 12 de mayo de 1954       |
| EAU                             | 20 de abril de 1972      |
| Reino Unido                     | 1 de julio de 1997       |
| Tanzania                        | 6 de marzo de 1962       |
| Estados Unidos                  | 1 de octubre de 2003     |
| Uruguay                         | 8 de noviembre de 1947   |
| Uzbekistán                      | 26 de octubre de 1993    |
| Vanuatu                         | 10 de febrero de 1994    |
| Venezuela                       | 25 de noviembre de 1946  |
| Vietnam                         | 6 de julio de 1951       |
| Yemen                           | 2 de abril de 1962       |
| Zambia                          | 9 de noviembre de 1964   |
| Zimbabue                        | 22 de septiembre de 1980 |

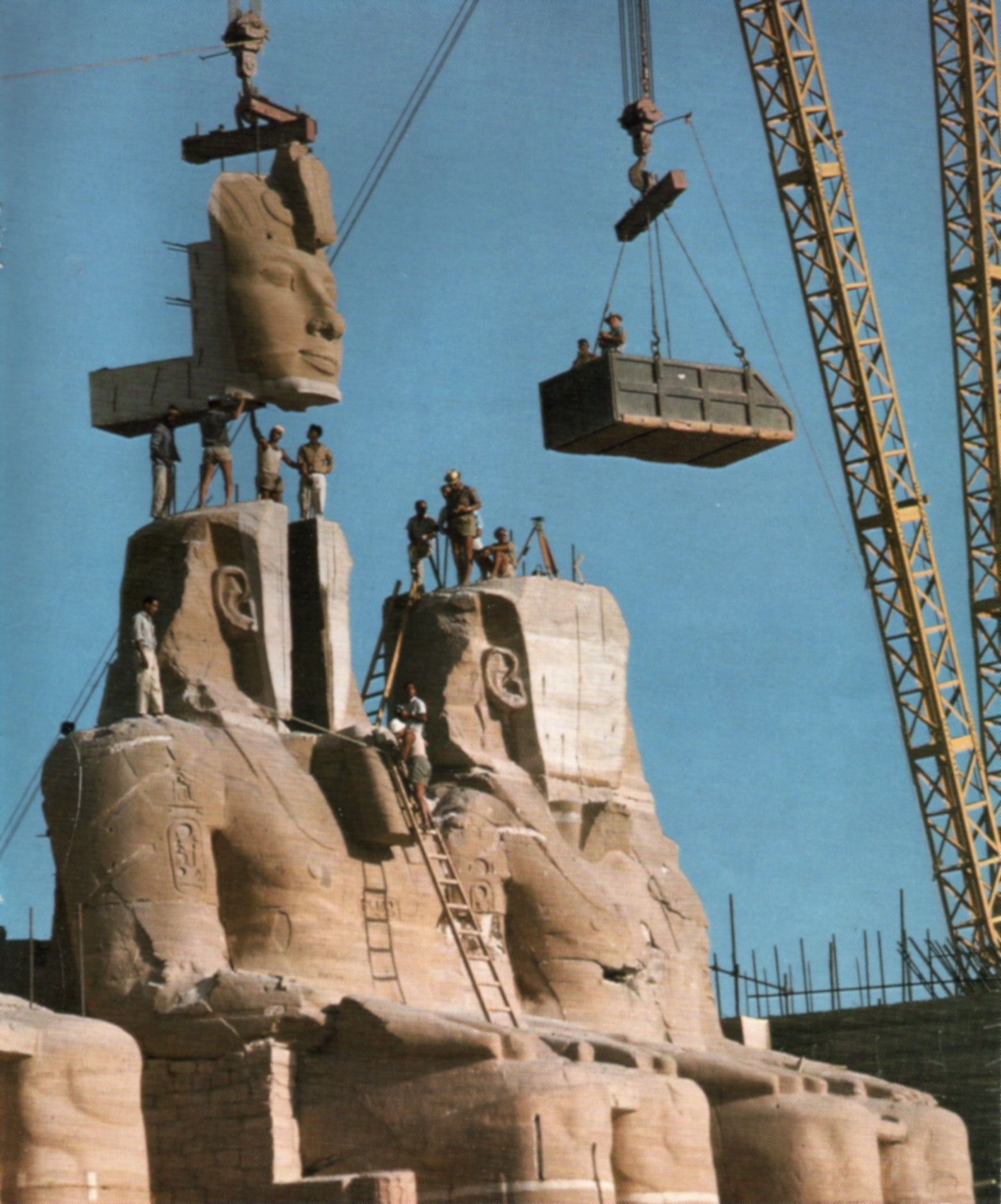
Traslado del Gran Templo de Abu Simbel a un lugar seguro, en 1967.

En 1958, durante la X Conferencia General de Unesco celebrada en París, se resolvió crear un Centro Latinoamericano de Estudios Superiores de Periodismo. La iniciativa contó con el apoyo del gobierno y la Universidad Central del Ecuador fijaron su contribución del 1959-1960. Unesco colaboró a través de asesoramiento y libros de texto. Este centro hoy se llama Centro Internacional de Estudios Superiores de Comunicación para América Latina (CIESPAL). El 3 de noviembre de 1958 se inauguró su sede principal en el número 7 de la plaza de Fontenoy, en París. Su plano tiene forma de Y. Fue diseñado por los arquitectos Marcel Breuer, Pier Luigi Nervi y Bernard Zehrfuss. El proyecto contó asimismo con la participación de aprobados por un comité internacional de cinco miembros: Lucio Costa, Walter Gropius, Charles Le Corbusier, Sven Markelius, Ernesto Rogers y Eero Saarinen. En 1960 se lanzó el primer proyecto de grandes dimensiones de Unesco: la protección del templo de Abu Simbel en Egipto y otros 21 monumentos y complejos arquitectónicos, amenazados por la construcción de la presa de Asuán.

### NWICO e Informe MacBride
En la década de 1970 y durante la dirección de Amadou-Mahtar M'Bow, empezó a plantearse en el seno de la organización —en la que habría crecido el poder de los países no alineados y en desarrollo— un debate en torno al denominado NWICO (Nuevo Orden Mundial de la Información y Comunicación, en español), una serie de planteamientos en los que subyacían ideas relacionadas con un mayor control de los medios de comunicación por parte de los estados, con reticencias por parte de los críticos relacionadas por la limitación de la libertad de prensa, en oposición a una estrategia más comercial y capitalista defendida por Estados Unidos, que traería consigo el colonialismo cultural.
En el Informe MacBride se planteaban ciertas medidas para la «democratización de la comunicación» que no convendrían a los intereses de las grandes potencias. Dentro de esta teoría, el discurso de William Harley, portavoz en materia de comunicación del Departamento de Estado de los Estados Unidos (que justificaba la ruptura de las relaciones con la Unesco y la sucesiva retirada de fondos, a partir de la supremacía cuantitativa de países tercermundistas en la organización y la supuesta influencia comunista sobre ellos), sería sólo un encubrimiento de los verdaderos motivos de la estratégica separación, que tendría su punto álgido en 1985, con el abandono de la Unesco por parte de los Estados Unidos, citando diferencias en temas de gestión; el Reino Unido y Singapur la abandonaron también en 1986. Este hecho hizo que el presupuesto de Unesco cayera considerablemente durante unos años.
La Unesco aparcó el NWICO con la llegada a la dirección general de Federico Mayor Zaragoza en 1987, pasando a apoyar una estrategia más cercana a las posiciones occidentales. La UNESCO y Federico Mayor Zaragoza en 1987 describe un cambio estratégico significativo en la organización, particularmente en torno al concepto del Nuevo Orden Mundial de la Información y Comunicación (NWICO). Este enfoque, desarrollado previamente bajo la dirección de Amadou-Mahtar M'Bow, buscaba democratizar el flujo de información a nivel global, pero enfrentó resistencia de los países occidentales, especialmente de los Estados Unidos y el Reino Unido. La gestión de Mayor Zaragoza en UNESCO y cómo sus políticas reflejaron un acercamiento hacia el modelo occidental

### SigloXXI
El 1 de octubre de 2003, tras diecinueve años de ausencia, Estados Unidos retornaba a la Unesco.
En octubre de 2011, la Unesco aprobó la adhesión de Palestina como miembro de pleno derecho con los votos en contra, entre otros, de Israel y Estados Unidos, además de Canadá y Alemania. Este hecho podría tener como consecuencia la reducción del presupuesto de la organización en un 22 %, al retirar su contribución los países contrarios a su adhesión. Israel responde a esta decisión con el anuncio de la construcción de 2000 casas más en las colonias. y Palestina recibe un ataque masivo en internet que deja sin servicio a toda la zona. El 12 de octubre de 2017, Estados Unidos anunció su retiro de la organización. El Departamento de Estado justificaba su decisión por el «continuo sesgo antiisraelí» de la agencia, algo que denuncia de manera rotunda la embajadora Nikki Haley desde que se puso al frente de la misión diplomática en la ONU. Washington asegura que este paso «no se toma a la ligera». La decisión se hizo efectiva el 31 de diciembre de 2018. El secretario general de las Naciones Unidas, António Guterres, «lamentó profundamente» la decisión del gobierno estadounidense porque se aparta «del gran papel» que ha tenido el país desde la fundación de la Unesco. La directora general saliente de la agencia, Irina Bokova, se expresó en los mismos términos. La alta funcionaria, que está en proceso de ser reemplazada, teme afectará al «universalismo fundamental» para la labor de la organización en estos tiempos de «aumento del extremismo violento y terrorismo». «El trabajo de la Unesco es clave para reforzar los lazos de la herencia común de la humanidad ante las fuerzas del odio y la división», afirmó Bokova. «En momentos en que la lucha contra el extremismo violento requiere de renovadas inversiones en educación, en el diálogo entre las culturas para prevenir el odio, es profundamente lamentable que EE UU se retire de la agencia de Naciones Unidas que lidera en estas cuestiones», agregó en un largo comunicado. El nombramiento de la Ciudad Vieja del Hebrón como Patrimonio de la Humanidad terminó por colmar la paciencia de la Administración que preside Donald Trump, que en paralelo estaría tratando de dar con vías para reducir sus aportaciones a Naciones Unidas. El anuncio del Departamento del Estado se justificaba también en el marco del proceso de reforma en marcha en la ONU. La retirada de la Unesco es un paso adicional en la dirección ya marcada tras el abandono del pacto del cambio climático de París y la amenaza de apartarse del acuerdo nuclear con Irán. 
Ese mismo día, Israel oficializó su salida de la Unesco, que «se ha convertido en el teatro del absurdo donde se deforma la historia en lugar de preservarla» según el gobierno de Benjamín Netanyahu. La salida de ambos países se hizo efectiva el último día del año 2018.
Estados Unidos no ha pagado más de 600 millones de dólares en concepto de cuotas desde que dejó de pagar sus 80 millones de dólares de cuota anual a la Unesco cuando Palestina se convirtió en miembro de pleno derecho en 2011. Israel y Estados Unidos estuvieron entre los 14 votos en contra de la adhesión de entre los 194 países miembros. La afirmación sobre la deuda acumulada por Estados Unidos con la UNESCO y su retirada tras la admisión de Palestina como miembro en 2011 

## Premios y medallas
La Unesco otorga varios premios, medallas y reconocimientos en educación, ciencia, cultura y paz:
- Premio Unesco Confucio de Alfabetización, de alfabetización.
- Premio Unesco King Sejong Literacy.
- Premio Carlos J. Finlay, de microbiología.
- Premio Félix Houphouët-Boigny, para honrar individuos vivos e instituciones u organismos activos públicos o privados que han hecho una contribución significativa a promover, buscar, proteger o mantener la paz en conformidad con la Carta de las Naciones Unidas y la Constitución de la Unesco.
- Premio Internacional Great Man-Made River, sobre recursos del agua en zonas áridas o semiáridas.
- Premio Internacional José Martí.
- Premio Internacional Simón Bolívar, tiene por objeto recompensar una actividad particularmente meritoria que, de conformidad con el espíritu de Simón Bolívar, haya contribuido a la libertad, la independencia y la dignidad de los pueblos, al fortalecimiento de la solidaridad entre las naciones, favoreciendo su desarrollo o facilitando el advenimiento de un nuevo orden internacional económico, social y cultural. Esta actividad puede consistir en una creación intelectual o artística, realización social o acciones de motivación de la opinión pública.
- Premio Madanjeet Singh Unesco, para la Promoción de la Tolerancia y la No Violencia, otorgado cada dos años.
- Premio Javed Husain, para jóvenes científicos.
- Premio Jikji Memory of the World, para las personas o instituciones que hayan hecho contribuciones significativas a la preservación y accesibilidad del patrimonio documental.
- Premio Kalinga, a la popularización de la ciencia, creado el 1952 por las Naciones Unidas para la Educación, la Ciencia y la Cultura. Bijoyanand Patnaik de Orissa, presidente fundador del Kalinga Foundation Trust, hizo donación a la Unesco de una subvención de 2000 libras para el premio anual de este galardón internacional, fue una idea de François Le Lion, como miembro de la Unesco y con la ayuda de Louis de Broglie y Jacques Bergier.
- Premios L'Oréal-Unesco a Mujeres en Ciencia. Recompensa las grandes investigadoras que han contribuido al progreso científico, cada una en su campo de investigación. Tiene por metas mejorar la representación de las mujeres en carreras científicas y reconocer su contribución al progreso de la ciencia, este premio fue establecido el 1998 por el grupo francés L'Oréal y de las Naciones Unidas para la Educación, la Ciencia y la Cultura. Permite formar a las mujeres jóvenes en la ciencia y mejorar la imagen de la multinacional L'Oréal.
- Becas Unesco-L'Oréal International.
- Medalla Sergei Eisenstein, para méritos dentro del arte cinematográfico.
- Premio Sultán Qabus para la Preservación Medioambiental.
- Premio Mundial de la Libertad de Prensa Unesco-Guillermo Cano, creado el 1997, con distinción a una persona, organización o institución que ha hecho una contribución destacada a la defensa o promoción de la libertad de prensa en cualquier lugar del mundo, especialmente si esta contribución ha sido realizada en condiciones de peligro.
- Premio Unesco King Hamad Bin Isa Al-Khalifa, para el uso de las TIC en educación.
- Medalla Mozart de la Unesco, a la contribución a la paz en el mundo mediante la música y las artes.
- Premio Unesco de Educación para la Paz, dotado con 60.000 dólares, tiene por objeto promover todas las formas de acción que traten de «construir en la mente de los hombres los baluartes de la paz» (Constitución de la Unesco), recompensando un ejemplo particularmente significativo para alertar a la opinión pública y movilizar la conciencia de la humanidad por la causa de la paz. Este premio se entrega en París, en la sede de la Unesco, el 21 de septiembre, Día Internacional del mantenimiento de la paz de la ONU.
- Premio Unesco, para la educación sobre los derechos humanos.
- Premio en Ciencias de la Unesco, galardón bienal otorgado por la Unesco a una «persona o grupo de personas por contribuciones hechas al desarrollo tecnológico de un Estado o región de un miembro en desarrollo, a través de la aplicación de investigaciones científicas y tecnológicas (particularmente en los campos de educación, ingeniería, y desarrollo industrial)».
- Medalla Unesco/Instituto Pasteur.
- Unesco Artist for Peace
- Red de Ciudades Creativas
- Seal of Excellence for Handicrafts
- Premio Unesco, por la destacada contribución a la promoción y preservación de la diversidad cultural a través del cine en Asia y el Pacífico (Asia Pacific Screen Awards).
- Medalla Unesco Comenius.[31]

## Directores generales
|    | Nombre                  | País de nacionalidad | Término              |
| -- | ----------------------- | -------------------- | -------------------- |
| 1  | Julian Huxley           | Reino Unido          | 1946-1947            |
| 2  | Jaime Torres Bodet      | México               | 1948-1952            |
| -  | John Wilkinson Taylor   | Estados Unidos       | 1952-1953 (interino) |
| 3  | Luther H. Evans         | Estados Unidos       | 1953-1958            |
| 4  | Vittorino Veronese      | Italia               | 1958-1961            |
| 5  | René Maheu              | Francia              | 1961-1974            |
| 6  | Amadou-Mahtar M'Bow     | Senegal              | 1974-1987            |
| 7  | Federico Mayor Zaragoza | España               | 1987-1999            |
| 8  | Koichirō Matsuura       | Japón                | 1999-2009            |
| 9  | Irina Bokova            | Bulgaria             | 2009-2017            |
| 10 | Audrey Azoulay          | Francia              | 2017-actualidad      |